# Johnny Moss
Johnny Moss (Marshall (Texas), 14 mei 1907 - 16 december 1995) was een professionele pokerspeler uit de Verenigde Staten. In 1970, 1971 en 1974 werd hij wereldkampioen door het Main Event van de World Series of Poker te winnen. Hij is een van de twee spelers, in de geschiedenis van de WSOP tot aan 2013, die het toernooi een recordaantal van drie keer won. De andere speler die dit lukte was Stu Ungar.
Moss werd in 1979 opgenomen in de Poker Hall of Fame.

## World Series of Poker bracelets
| Jaar | Toernooi                                    | Prijs    |
| ---- | ------------------------------------------- | -------- |
| 1970 | World Series of Poker Championship          | Geen     |
| 1971 | $5.000 No Limit Hold'em World Championship  | $30.000  |
| 1971 | Limit Ace to 5 Draw                         | $10.000  |
| 1974 | $10.000 No Limit Hold'em World Championship | $160.000 |
| 1975 | $1.000 Seven Card Stud                      | $44.000  |
| 1976 | $500 Seven Card Stud                        | $13.000  |
| 1979 | $5.000 Seven Card Stud                      | $48.000  |
| 1981 | $1.000 Seven Card Stud Hi-Lo                | $33.500  |
| 1988 | $1.500 Ace to Five Draw                     | $116.400 |